# Sulo Hintikka
Sulo Viljo Hintikka, S.V. Hintikka, född 31 juli 1884 i Jorois, död 2 mars 1925, var en finländsk kemiingenjör.
Hintikka utexaminerades från Polytekniska institutet i Helsingfors 1907 och blev teknologie doktor 1912. Han var assistent hos professor Gustaf Komppa 1907–1915, lektor i kemi vid Tekniska högskolan i Helsingfors 1915–1923 och professor i organisk kemi där 1923–1925. Han författade Kamfenilonitutkimuksia (akademisk avhandling, 1911), Synteettinen alkoholi ja puualkoholi (1919), Eläin- ja kasvikunnan tuotteet kaupassa ja teollisuudessa (1920), Yleistajuinen kemia (1921) och Selluloosakemia (1921) samt läroböcker.